# Terremoto de Colima de 1973
El terremoto de Colima de 1973 sucedió a las 15:01:02 CST (21:01 UTC) el 30 de enero de 1973 con una magnitud estimada de 7.6Mw y 7.5Ms. Su epicentro fue en el estado de Michoacán, México a 43 km al sureste del municipio de Coalcomán. Fue un terremoto de subducción generado en la interfase de las placas de cocos y norteamericana con una intensidad máxima percibida de VIII (Severo) en la escala de intensidad Mercalli modificada.
El sismo se sintió en varios estados de México, siendo en Colima, Jalisco y Michoacán, los que registraron los mayores daños, siendo más afectadas las ciudades de Tecomán y Coahuayana. Se reportaron 56 muertos y 396 heridos, además de daños en carreteras, infraestructura, grietas y ventanas rotas.

## Geología
Ubicado en la cima de tres de las grandes placas tectónicas, México es una de las regiones más sísmicamente activas del mundo. El movimiento relativo de estas placas de la corteza causa terremotos frecuentes y erupciones volcánicas ocasionales. La mayor parte de la masa terrestre mexicana se encuentra en la placa norteamericana en movimiento hacia el oeste. El fondo del océano Pacífico al sur de México está siendo llevado hacia el noreste por la placa de Cocos subyacente. Debido a que la corteza oceánica es relativamente densa, cuando el fondo del océano Pacífico se encuentra con la corteza continental más ligera de la masa continental mexicana, el fondo oceánico se subduce debajo de la placa de América del Norte creando la profunda trinchera de América Central a lo largo de la costa sur de México. También como resultado de esta convergencia, la masa terrestre de México que se mueve hacia el oeste se ralentiza y se arruga creando las cadenas montañosas del sur de México y terremotos cerca de la costa sur de México.

## Terremoto
Fue generado por un empuje de ángulo bajo que rompió la interfaz entre la placa de América del Norte y el borde noroeste de la placa de Cocos. Su epicentro fue en situado tierra adentro cerca de la placa de Rivera.

### Tsunami
Tras el sismo se género un pequeño tsunami con una altura máxima de 1.13 m, el tsunami generado por el terremoto se registró en estaciones de marea a lo largo de la costa de México y en Hawái.

## Daños
- Colima: El sismo ocasiono daños graves en Colima, Michoacán, Jalisco; y daños menores en Ciudad de México. Una escuela primaria en Manzanillo llamada "Benito Juárez", popularmente conocida porque fue la escuela donde estudio el expresidente de México, Benito Juárez, fue sacudida por el sismo severamente siendo descrita por testigos como un crujido intenso que hizo pensar que la escuela colapsaría; aunque no fue así, sufrió daños considerables, lo cual conllevo a que la escuela dejara de funcionara y fuera demolida tras una revisión por especialistas.[8] Se derrumbaron oficinas del IMSS en Manzanillo, y un obelisco llamado "Obelisco de la Plaza cívica" fue parcialmente destruido del cual solo quedaron alrededor de tres cuartas partes del obelisco original; así mismo varias casas fueron destruidas por el sismo en Colima.
- Jalisco: Ciudad Guzmán, Jalisco.[8] También se observaron deslizamientos de tierra en un área ampliamente despoblada de la costa de Michoacán además de causar algunos daños en el sur del estado como Cihuatlán y Tecalitlán. y en Guadalajara dañó en campanario del templo de la merced.
- Michoacán: en Coalcomán, Aquila, Chinicuila, y Aguililla quedaron destrozados y se reportaron daños leves en Lázaro Cárdenas, Morelia y Uruapan.

Varias carreteras sufrieron de grietas tras el sismo en Michoacán y Colima, la carretera que conectaba Manzanillo con los municipios de Colima, Salagua y Santiago presentó grandes grietas sobre la carpeta asfáltica.
En la Ciudad de México (anteriormente nombrada D.F) testigos afirmaron que el sismo fue fuertemente sentido por al menos 40 segundos, el tráfico de vehículos se vio interrumpido en las principales carreteras de la ciudad. Se observaron daños en ventanas y decoraciones en fachadas de edificios, principalmente en edificios de gran altura ubicados en la zona comercial de la Ciudad de México.